# Фауна Фарерских островов

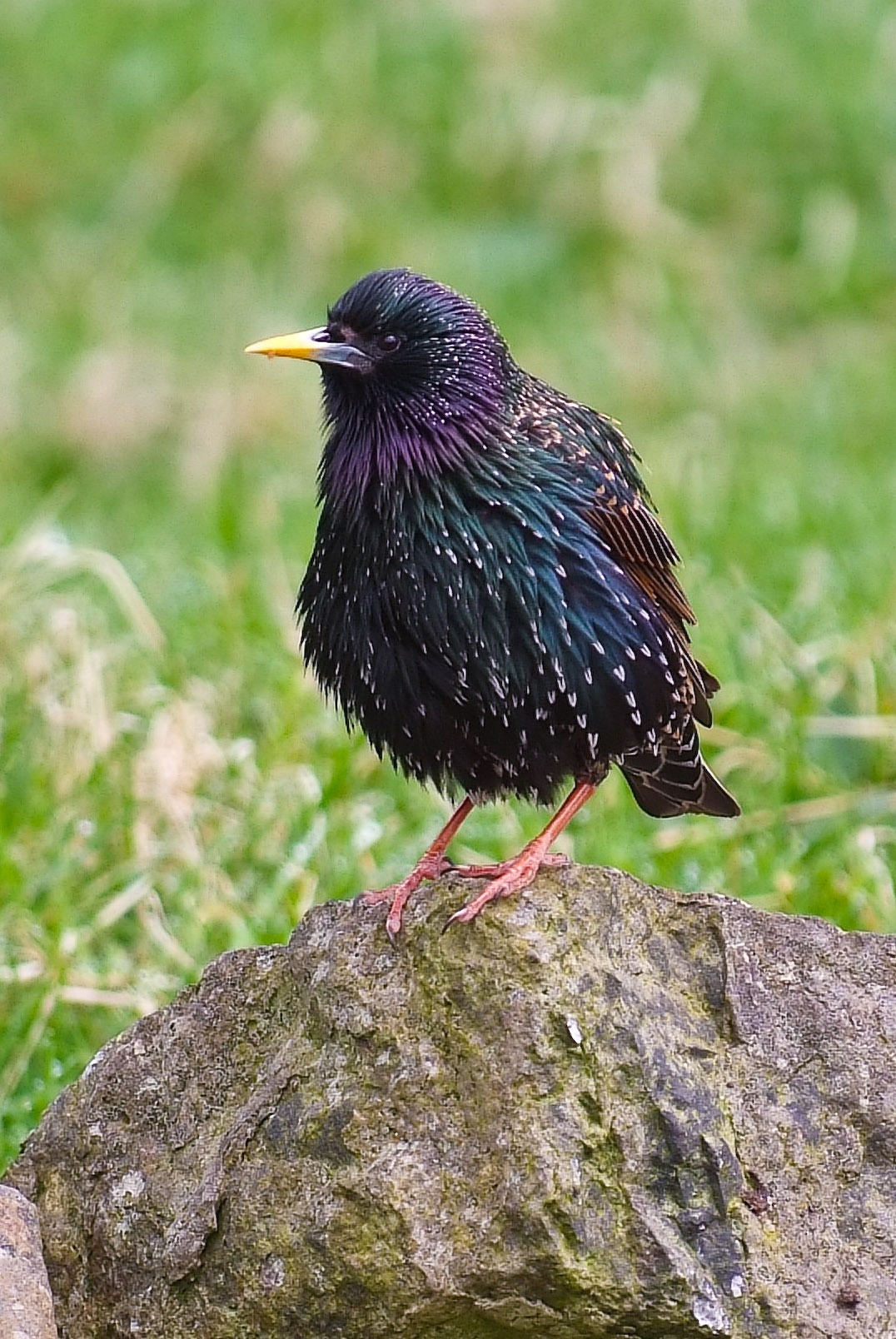
Фарерский скворец (Sturnus vulgaris faroeensis) является самым крупным скворцом в мире.

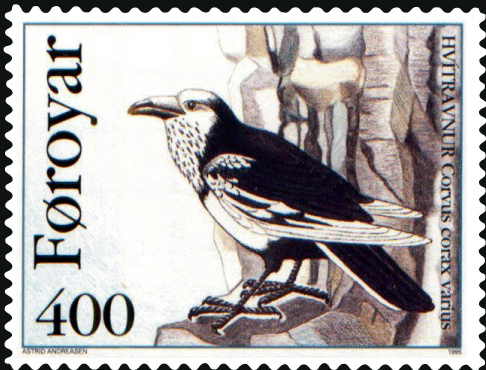
Фарерский бело-пегий ворон (Corvus corax varius), был эндемиком Фарерских островов. Последний был замечен в 1949 году. Вероятно, вымер. Сохранилось 15 чучел этой птицы. В 1995 году выпущена почтовая марка с его изображением (автор рисунка — Астрид Андризен).

Фауна Фарерских островов характеризуется удаленным расположением островов в северной части Атлантического океана. На Фарерах очень мало наземных видов, но относительно много гнездящихся морских птиц и морских животных. Некоторые подвиды и вариации являются эндемичными. Все наземные млекопитающие были завезены на Фареры людьми. До прихода человека наземных млекопитающих на этих островах не было.

## Птицы
Среди встречающихся на Фарерах птиц преобладают морские виды, а также те виды, которые характерны для открытых пространств и вересковых пустошей, что объясняется нехваткой на островах лесов и других пригодных для птиц биотопов.
Существуют особые фарерские расы гаг, скворцов, крапивников, кайр и чистиков. Тупики (Fratercula arctica), гагарки (Alca torda), тонкоклювые кайры (Uria aalge) — очень распространенные морские птицы на Фарерских островах. Бакланы (Sula sula) очень часто встречаются на островах, но размножаются только на Мичинесе. Чистики (Cepphus grylle), обыкновенные гаги (Somateria mollissima) и хохлатый баклан (Phalacrocorax aristotelis) распространены по всему побережью, а глупыши (Fulmarus glacialis), которые поселились на островах только в XIX веке, имеют постоянно растущую популяцию. Существует шесть видов чаек (Larus), а колония прямохвостых качурок (Hydrobates pelagicus), на острове Нёльсой является самой крупной в мире.
Сухопутных птиц на островах существенно меньше. Кулик-сорока (Haematopus ostralegus), которого на островах называют «Oyster catcher», является национальным символом Фарер. Кроншнепы (Numenius), бекасы (Capella gallinago), крачки (Sterna) — распространены на холмах, поросших вереском. Фарерский скворец (подвид Sturnus vulgaris faroeensis) является самым крупным скворцом в мире, он очень распространен, и предпочитает обитать вблизи жилищ человека вместе с воробьями (Passer). В последующие годы к ним присоединились черные дрозды (Turdus merula), число которых очень быстро растет. Серые вороны (Corvus cornix) и Фарерско-исландский подвид чёрного ворона (Corvus corax varius) — пегий исландский ворон — также очень распространены в среде обитания человека.
Вплоть до XIX века обычным видом на островах был Фарерский бело-пегий ворон — специфическая местная цветовая вариация исландского пегого ворона (Л. Б. Бёме). Эта цветовая вариация была эндемична для Фарерских островов, и, возможно, из-за этого, со стороны иностранных коллекционеров был большой спрос на этих воронов. Возможно, именно это стало причиной их вымирания. Последний Фарерский бело-пегий ворон был замечен на острове Нёлсой в 1949 году. Сохранилось 15 чучел этой птицы в различных музеях мира (6 в Копенгагене, 4 в Нью-Йорке, 2 в Уппсала, 1 в Лейдене, 1 в Брауншвейге и 1 в Дрездене). 12 июня 1995 года были выпущены марки, изображающие этого ворона (художник — Астрид Андризен).

## Наземные млекопитающие

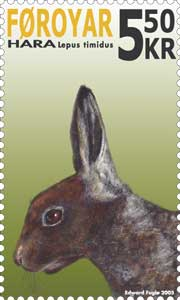
Фарерский заяц (Lepus timidus var.) — местная раса (подвид?) зайца-беляка.

Все наземные млекопитающие Фарерских островов были завезены людьми — случайно или преднамеренно. Хотя на Фарерских островах было зафиксировано девять видов диких наземных млекопитающих, к настоящему времени из них сохранилось только три: Фарерский заяц-беляк (Lepus timidus var.), серая крыса (Rattus norvegicus) и домовая мышь (представленная, как недавно выяснилось, несколькими подвидами).
Считалось, что домашняя мышь, вероятно, была завезена ирландскими монахами случайно из Великобритании в VI веке. Однако, новейшие исследования митохондриальной ДНК фарерских мышей показали, что на островах представлено несколько подвидов, живущих в изолированных друг от друга островных популяциях, и, по всей видимости, происходящих от предков, завезённых на острова в разное время. На острове Нёлсой обитает эндемичный подвид Mus musculus faroeensis, а на острове Мичинес — другой подвид, Mus musculus mykinessiensis. Однако, ДНК-анализ показал, что у мышей на самых отдаленных островах (Хестур, Фуглой, Мичинес и Нёлсой) генный состав характерен для подвида M. m. domesticus, тогда как у мышей с островов Сандой и Стреймой (Торхсване) гены смешаны и имеют элементы подвидов M. m. musculus и M. m. domesticus. Это исследование показало, что мыши на острова завозились несколько раз в разные эпохи: во времена викингов из Норвегии, Дании и Северной Германии, в VI веке из Великобритании, и относительно недавно из Дании. Домовая мышь присутствует на островах Мичинес, Стреймой, Фуглой, Хестур, Нёлсой и Сандой. Время от времени они находились на острове Эстурой, но им так и не удалось обосноваться там, из-за присутствия там серой крысы.
Европейская лесная мышь (Apodemus sylvaticus) была зарегистрирована на Фарерских островах в XVII веке, но с тех пор не регистрировалась. Эти записи могли быть ошибочными.
Когда впервые попала на Фарерские острова чёрная крыса (Rattus rattus), неясно, но ей приписывают вину за распространение чумы («черной смерти») в 1349 году. С тех пор было несколько сообщений о том, что чёрная крыса частично или полностью вымерла по всему архипелагу, но затем она фиксировалась вновь. Причины её многочисленных исчезновений варьируются от легенд о применении магии до экологических причин и болезней. К настоящему времени она полностью уничтожена на островах более агрессивной серой крысой (Rattus norvegicus).
Серая крыса (Rattus norvegicus) распространена в жилых помещениях и вокруг них, а также в отдаленных местах, нанося большой урон птичьим колониям. Она достигла Фарерских островов на норвежском корабле «Kongen af Preussen», который потерпел крушение на шотландском острове Льюис. Крушение унесло судно в Сувурой в мае 1768; в 1769 году, крыса уже обосновалась в Торсхавне. Серая крыса вытеснила чёрную крысу (Rattus rattus), которая ранее была распространена в местах проживания людей на Фарерах. Она распространилась по островам Сувурой (1768), Стреймой (1769), Эстурой (1776), Вийой (1779), Куной (1914). Известно, что на островах Борой и Вийой серая крыса появилась до начала Второй мировой войны. Известно также, что на остров Куной серую крысу завезли поселенцы из города Клаксвик (остров Борой).
Дикие кролики (Oryctolagus cuniculus) были завезены в Сувурой в начале XX века. Вскоре они массово распространились по всему острову, но через несколько лет их истребили. Кролики также пытались создавать дикие колонии на крайнем юге острова Эстурой в 1960-х и 1970-х годах, но они также были истреблены. В 2006 году появились сообщения о фиксации на острове Стреймой колонии кроликов, которая также вскоре была истреблена. Время от времени сбежавшие домашние кролики попадают в природу, но их обычно выслеживают и уничтожают вскоре после того, как их заметят, что препятствует созданию новых кроличьих колоний.
Американские норки (Mustela vison) несколько раз убегали с пушных ферм, но их оперативно отлавливали или уничтожали, не давая прижиться в дикой природе. 
Песец (Alopex lagopus) также иногда сбегал с ферм в первой половине XX века. Это были единичные особи, которые месяцами выживали в дикой природе, пока их не находили егеря. Они не могли найти себе пару и размножиться.
В начале XX века на остров Торсхавн были завезены несколько экземпляров европейских ежей (Erinaceus europaeus), но их было слишком мало, чтобы составить самовоспроизводящуюся популяцию.
Летучие мыши не часто попадают на Фарерские острова, и обычно погибают вскоре после прибытия.
Из домашних животных на Фарерах присутствуют овцы особой фарерской породы, а на острове Малый Дуймун существует своя особая местная Луйтла-Дуймунская порода овец. До середины XIX века эти овцы обитали на островке в одичавшем состоянии. Кроме овец, на Фарерах есть особая местная порода лошадей — Фарерский пони.
Время от времени домашние кошки убегают в горы и становятся дикими. Их обычно выслеживают и изымают из природы как можно быстрее, так как эти мелкие хищники наносят большой ущерб популяциям местных птиц и фарерских зайцев.

## Морские млекопитающие

Длинномордый (серый) тюлень (Halichoerus grypus), на пляже в Сандвике в 2004 году.

Длинномордые или серые тюлени (Halichoerus grypus) очень распространены у берегов Фарерских островов.
Колонии морских котиков отмечались на Фарерских островах до середины 1800-х годов; в настоящее время они нечастые посетители архипелага.
Несколько видов китов живут в водах вокруг Фарерских островов. Самыми известными являются обыкновенные гринды (Globicephala melas), несколько реже встречаются косатки (Orcinus orca). Они иногда посещают фарерские фьорды, представляя опасность для рыбаков и туристов, передвигающихся на небольших лодках. Столкновение лодки с косаткой может быть опасно.
Морские свиньи (Phocoenidae) являются наиболее часто встречающимися китообразными в водах архипелага. Они посещают острова круглый год, хотя, кажется, вокруг северных островов их больше, чем в остальной части Фарер.
Синие киты (Balaenóptera músculus) могут иногда появляться весной и в начале лета. С конца апреля по июнь, и их можно увидеть мигрирующими на север через Хестфьорд (пролив между островами Хестур и Стреймой) и Вестманнасунд (пролив между островами Стреймой и Воар) на юго-запад от острова Стреймой (если погода благоприятная).
У дельфинов-афалин (Tursiops truncatus) очень строгий миграционный маршрут, который идет на юг через северную часть Сувуроя в августе-сентябре. Бывали годы, когда проход дельфинов не фиксировался ни с одного из двух пляжей в самых северных деревнях острова — Квальбе и Сандвуйке.

## Рептилии
Пресмыкающихся на Фарерских островах нет.

## Амфибии
Изначально на Фарерских островах земноводных также не было. Однако недавно на остров Нёльсой были завезены обыкновенные травяные лягушки (Rana temporaria), которые прижились и успешно размножаются.
На острове Эстурой в 2006 году была найдена молодая серая жаба (Bufo bufo) в состоянии зимовки. Однако, вероятно, это чей-то сбежавший домашний питомец.

## Насекомые и другие беспозвоночные

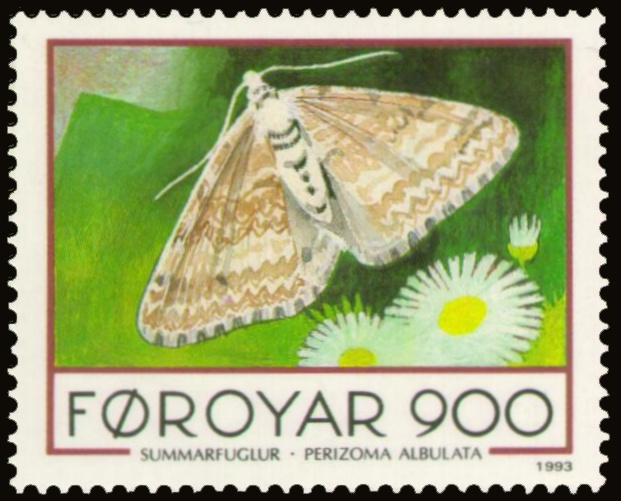
Фарерская травяная пяденица (Perizoma albulata)

Мухи, бабочки, пауки, жуки, слизни, улитки, дождевые черви и другие мелкие беспозвоночные являются частью местной фауны Фарерских островов.
Среди примерно 155 видов видов местных бабочек, такие виды, как тонкопряд хмелевой, капустная моль, бражник вьюнковый, Hofmannophila pseudospretella, Aethes smeathmanniana, бражник подмаренниковый, адмирал, репейница, павлиний глаз, Xanthorhoe fluctuata, совка-гамма, Phlogophora meticulosa, совка картофельная, совка ленточная большая, совка-ипсилон, медведица-кайя и другие.
Из пчелиных на островах найдены норовой шмель (Bombus lucorum) и луговой шмель (Bombus pratorum) (ранее также указывалась медоносная пчела).
Среди других жалящих, оса обыкновенная и оса германская.
Более поздние интродукции — Новозеландский плоский червь (Arthurdendyus triangulatus) («поедатель дождевых червей») из семейства Геопланид, испанский слизняк и обыкновенная оса, которые стали частью естественной фауны.
Также фиксировались на Фарерах тараканы, виноградные улитки, а также два вида муравьёв: черные садовые муравьи и фараонов муравей (мелкие домовые рыжие муравьи), но неясно, стали ли они частью постоянной фауны островов.
Всего в 1996—2010 годах было обнаружено 6 видов муравьёв, но лишь отдельные экземпляры, предположительно завезённые с товарами из Европы: Lasius niger (с 1996 года находили 7 раз, включая 5 небольших колоний в земле оранжерей и горшках цветов), Formica rufa, Camponotus fallax (оба вида лишь в отдельных экземплярах неизвестного происхождения), Monomorium pharaonis (был обнаружен в порту на морском судне и однажды в частном доме) Tapinoma melanocephalum (в порту на рыболовном судне), Tapinoma ibericum (в упаковке фруктов). Все были уничтожены в ходе санитарной обработки.